# Sokoli (glasbena skupina)
Sokoli so bili slovenska rock skupina. Nastala je 1988, razpadla pa je leta 1993.

## Zgodovina
Skupino je jeseni leta 1988 ustanovil Peter Lovšin (vokal), le leto po tem, ko je prenehala delovati njegova prejšnja skupina skupina Pankrti. Takoj se mu je pridružil Dare Hočevar (bas kitara), kasneje pa še Roman Dečman (bobni) in Oto Rimele (električna kitara). Prvi album so pričeli snemati v Studiu Metro, kjer se jim je pridružil še Iztok Černe (kitara, tonski mojster).
Naslednje leto je tako izšel prvi album Bitka za ranjence. Na njem so sodelovali še Alenka Godec, Mario Marolt, Lado Jakša, Boris Kramberger, Šeki Gayton in Pevski zbor Komedija zmešnjav. Večina glasbe s tega albuma bila uporabljena v komični predelavi Sheakspearove Komedije zmešnjav, ki je bila v naslednjih sezonah letih velik hit ljubljanske Drame SNG. Nekateri pravijo, da je na tej plošči Lovšin vizionarsko napovedal velike spremembe v tedanji Jugoslaviji s pesmijo "Prazniki" ("Plaz, ki pod sabo ruši vse / plaz, ki se mu nihče ne upre / plaz, ki se ga veselijo vsi / plaz, ki mu sledijo prazniki"). Kmalu se je spremenila tudi zasedba: Sokole so zapustili Černe, Rimele in Dečman, pridružila sta se dva perspektivna kitarista Ivan Bekčič in Zvone Kukec, bobnarsko vlogo pa je prevzel Šeki Gayton (član skupine Zabranjeno pušenje).
Leta 1990 se je ta zasedba lotila naslednjega albuma Marija pomagaj, ki so ga posneli v Studiu Tivoli. Na njem so sodelovali še Borut Činč, Mario Marolt, producent je bil Boris Bele, tonski mojster pa Aco Razbornik. Album je izšel konec leta in je postal eden najbolj priljubljenih rock albumov v Sloveniji s hiti, kot so "Marija pomagaj", "Čist nor" in "Moja mama je strela". Za ta album je skupina prejela tudi zlato ploščo. Prodali naj bi več kot 30.000 izvodov in je prejel zlato plaketo za prodajo. Kmalu po izidu albuma je Sokole zapustil Šeki Gayton, zamenjal pa ga je Marko Bertoncelj.
Leta 1992 je imela skupina več koncertov po celi Sloveniji. Pesmi z albuma Marija pomagaj so se pogosto vrtele na radiu in tudi občinstvo jih je vzelo za svoje. Med turnejo so posneli v Studiu 26 svoj tretji album Satan je blazn zmatran. Na njem so sodelovali še Mia Žnidarič, Anja Rupel, Nina Sever, Bajaga, Boris Bele, Aleš Klinar, Cole Moretti, producent in tonski mojster pa je bil Janez Križaj. Na tem albumu je tudi ena njihovih večjih uspešnic, "Greva punca v južne kraje", zraven pa še "Ko so češnje cvetele" in "Sodn dan".
Skupina je imela proti koncu leta 1992 čedalje več koncertov v tujini. Leta 1993 so prejeli Sokoli zlato noto za najboljšo rock skupino leta. Nekaj časa po tem je skupina prenehala delovati. Svoj zadnji koncert je imela skupina konec junija 1993 na avstrijskem Koroškem.

## Diskografija
Albumi
- Bitka za ranjence (1989)
- Marija pomagaj (1990)
- Satan je blazn zmatran (1992)
- Sokoli 88–93 (1994, kompilacija)